# So' Fly
So' Fly（ソー・フライ）は、日本のヒップホップグループ。所属レコード会社はUNIVERSAL J。インディーズ活動の後、2005年にフォーライフミュージックエンタテイメントからメジャー・デビュー。

## 概要
MC・作詞・作曲・編曲・ミキシング・エンジニア、すべてに携わるGIORGIO"13"CANCEMIが、ボーカルTOKOと共に結成。

## メンバー
- GIORGIO 13（ジョルジョ・サーティーン、本名Giorgio Cancemi〔ジョルジョ・カンチェーミ〕、1979年12月21日 - ）
  - プロデュース、MC、作詞、作曲、編曲を担当。@LAS RECORDS主宰。過去にはDELiGHTED MINT、TOSS & TURNのメンバーとして活動。蔦谷好位置とのプロデュースユニットDUMMEEZ、鍵盤奏者の山田裕一とのプロデュースユニットNERDHEADでも活動。神奈川県横浜市出身。イタリアと日本のクォーター。

- TOKO（トーコ、1981年1月21日 - ）
  - ボーカル担当。千葉県出身。東京スクールオブミュージック専門学校を卒業後一旦は就職したが、共通の知人を介して GIORGIO 13と出会い音楽活動を開始した。

## 略歴
2003年にユニットを結成。2005年7月フォーライフミュージックエンタテイメントからメジャー・デビュー。2007年2月にリリースした「LUV GALAXY」がiTunes HIPHOPチャートで1ヵ月間連続1位を記録。2010年秋、レーベルをユニバーサルJに移籍。同年11月10日に移籍第1弾となる5thシングル「First Kiss」をリリース。

## ディスコグラフィ

### シングル
- READY OR NOT vs ITT [So' Fly ver.]（2005年11月2日）
- Sunshine Love [Original]（2006年2月15日）
- LAST SUMMER（2006年6月28日）
- ROCKSTAR（2008年5月）デジタルリリース
- OLD DAYZ（2008年10月29日）
- First Kiss（2010年11月10日）
- i BELIEVE 〜星に願いを（2011年2月23日）

### アルバム
- STARDUST CRUISIN'（2006年11月8日）
- Blood & Wine（2008年10月29日）

### ミニアルバム
- Soooo' Fly（2005年7月27日）
- LUV GALAXY（2007年2月7日）
- STARLIGHT VAGABOND 〜LUVS COLLECTION〜（2007年12月19日）

## 参加楽曲

### So' Fly
- I THE TENDERNESS
  - Summer Goodness feat. So' Fly
  - 花火 feat. So' Fly
  - WEEKEND (feat. So' Fly)
  - One Love feat. So' Fly
  - So Crazy! feat. So' Fly
- Tiara
  - もう誰にもとられたくない feat. So' Fly

### GIORGIO 13
- 相川七瀬
  - Party☆2001（作曲：織田哲郎）
- I THE TENDERNESS
  - 全アルバム・全シングル
- 光永泰一朗
  - WELCOME TO THE SHOW Feat. GIORGIO 13（From So' Fly）
- AYUSE KOZUE
  - Pretty Good
  - プレゼント
  - Eyes To Eyes
  - C.M.M. (GIORGIO remix)
  - Don't Let You Down.
  - CRY FOR YOU
  - 君のせい〜u knocked my heart〜
- ゆず
  - ビジネス
- 倉木麻衣
  - Your Best Friend
  - step by step
  - Strong Heart
  - キミノコエ
  - Stay the same
  - Sun will shine on u
  - 恋に恋して
- 西野カナ
  - 遠くても feat.WISE
  - Saturday☆Night feat.GIORGIO13
  - 君の声を feat.VERBAL(m-flo)
  - もっと…
  - Dear…
  - MAYBE
  - Best Friend
  - 会いたくて 会いたくて
  - if
  - Christmas Love
  - Yours Only,
- WISE
  - 会えなくても feat. 西野カナ
- 玉置成実
  - in my life
- 超新星
  - キミだけをずっと
  - S・E・C・R・E・T
  - FEEL IT
  - saturday LUV
- DESTINO
  - アルバム「Get UR Dream」
- 岩田サオリ
  - アルバム「夜空のダイアモンド」
- CHIHIRO
  - 片想い feat. GIORGIO 13
- SATOMi
  - ねぇどうしたらキミは
- SM☆SH
  - STEP
- 果山サキ
  - 一緒、いたいのに。 feat. GIORGIO 13 (NERDHEAD)

### TOKO
- I THE TENDERNESS
  - Get Up! featuring TOKO (DMZ)
  - U CAN feat. TOKO (So' Fly)
  - Da Girl I Luvd feat. TOKO (So' Fly)

## 関連するアーティスト
- I THE TENDERNESS
- 蔦谷好位置
- AYUSE KOZUE
- VERBAL
- DELiGHTED MINT
- 倉木麻衣